# Centro Gallego de Montevideo
El Centro Gallego de Montevideo es una organización civil uruguaya, se encuentra ubicado en calle San José 870 en Montevideo. Es considerado el centro gallego más antiguo del mundo.

## Historia
Fue fundado el 30 de agosto de 1879  por un grupo de inmigrantes gallegos con la intención de reunir a los miembros de la colectividad y ser al mismo tiempo un sitio de difusión de la cultura y las costumbres gallegas.
Es administrado por una junta directiva, en la cual sus miembros son renovados cada dos años. Dentro de la misma funcionan las comisiones de fiestas, cultura y deportes. Está a cargo del diseño y edición de una publicación anual subvencionada por la Junta de Galicia. La institución cuenta con cuatro cuerpos estables de danza, el Ballet Folclórico Gallego Alborado, la Escuela de Danza Regional Gallega, el Ballet España, el Grupo Folclórico Raigamenes integrado por adultos mayores y una banda de gaitas. Además de su emblemática sede en el Centro de Montevideo, cuenta con una complejo polideportivo ubicado en Avenida Italia 7504 en el barrio de Carrasco. Donde se desarrollan actividades deportivas, de recreación y natación. 
Desde 2019 a 2021 su director fue Julio Ríos Serapio; sustituido desde 2021 por Ramón Lorenzo Pita.
En 2003, el Centro Gallego de Montevideo fue galardonado con el Premio Otero Pedrayo.

## Edificio

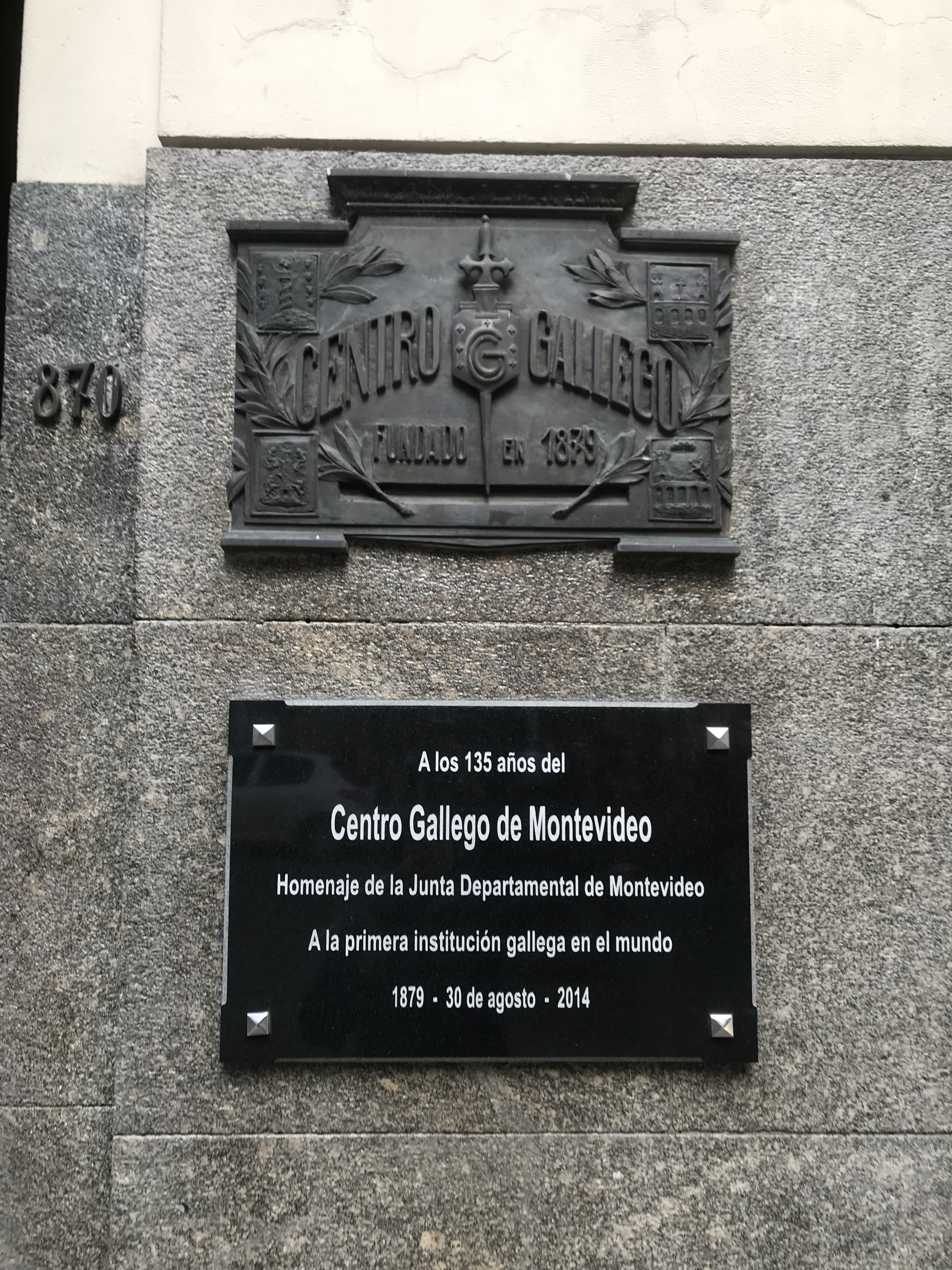
Placas en la entrada.

En los años veinte se encomendó al arquitecto Alfredo Campos la construcción de un edificio propicio para albergar las instalaciones del centro. En sus instalaciones se destacan las salas Valle Inclán, la sala Rosalía de Castro y la Biblioteca Concepción Arenal.
El 29 de enero de 2004 el mismo recibió la declaración de Monumento Histórico Nacional por parte de la Comisión del Patrimonio Cultural de la Nación.
En los interiores de su edificio principal se encuentra un cuadro de la artista Mariela Zilli denominado: "Romería".
Se pueden ver en su entrada dos plaquetas, una plaqueta fundacional con su logo y otra en homenaje a sus 135 años de fundación en 2014.